# 키로보흐라드주

키로보흐라드주의 위치

키로보흐라드주(우크라이나어: Кіровоградська область)는 우크라이나 중부에 위치한 주로 주도는 크로피우니츠키(옛 이름 키로보흐라드)이며 면적은 24,588km2, 인구는 1,057,951명(2006년 기준)이다.
북쪽으로는 체르카시주, 북동쪽으로는 폴타바주, 동쪽으로는 드니프로페트로우스크주, 남쪽으로는 미콜라이우주, 서쪽으로는 오데사주, 빈니차주와 접한다. 주 북동쪽에는 드네프르강이 흐른다.

## 상징

키로보흐라드주의 기
키로브흐라드주의 문장

## 도시 목록

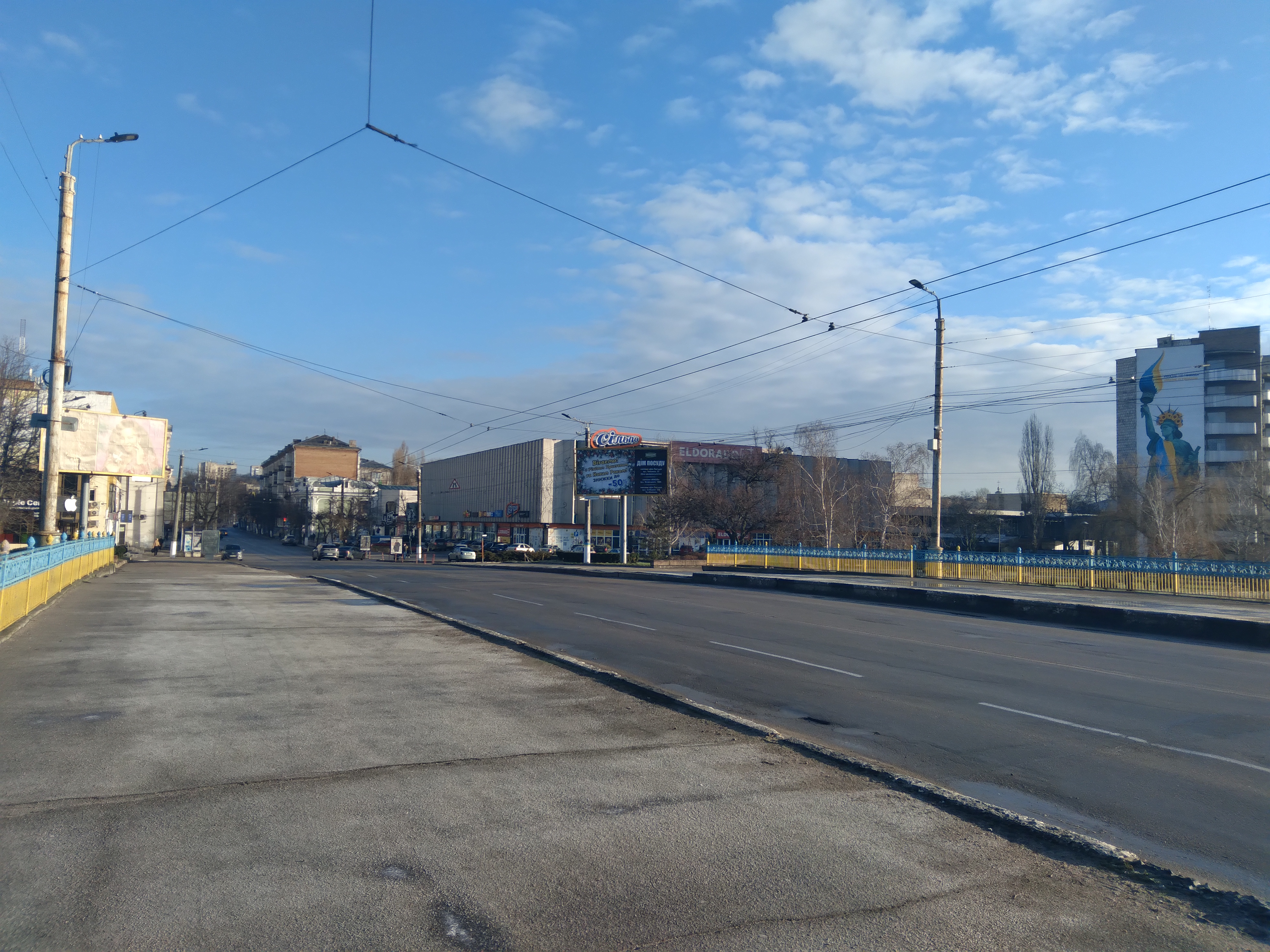
크로피우니츠키
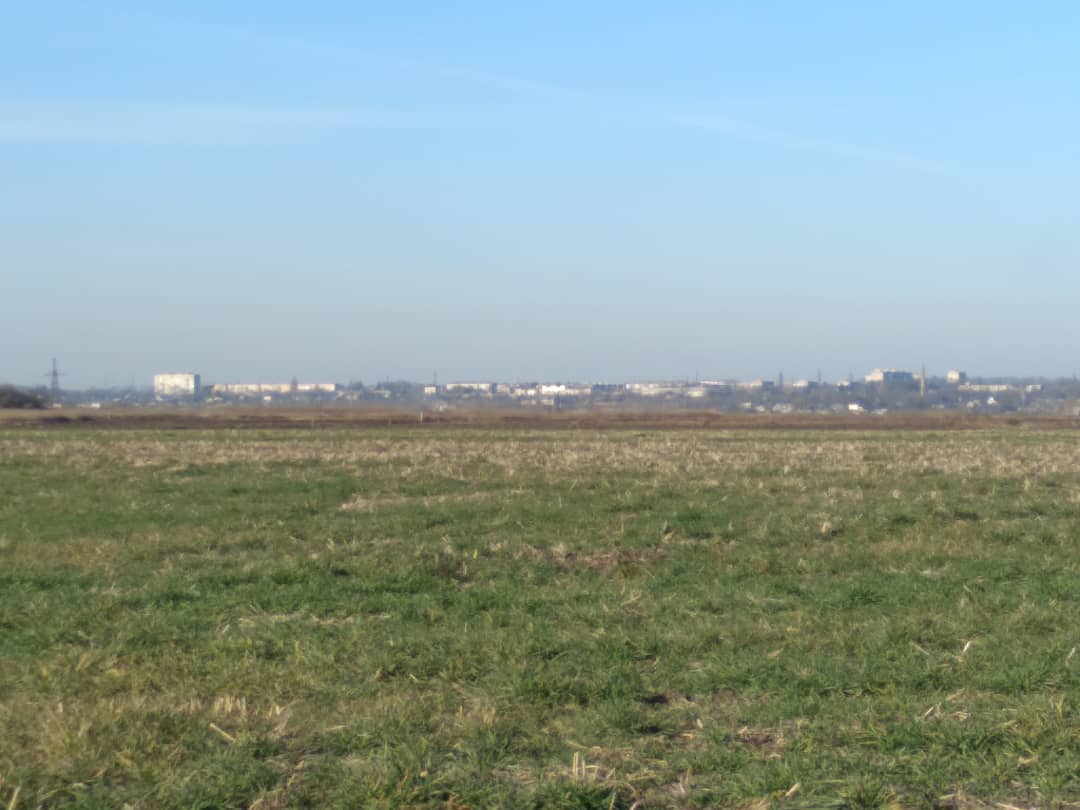
즈나멘카
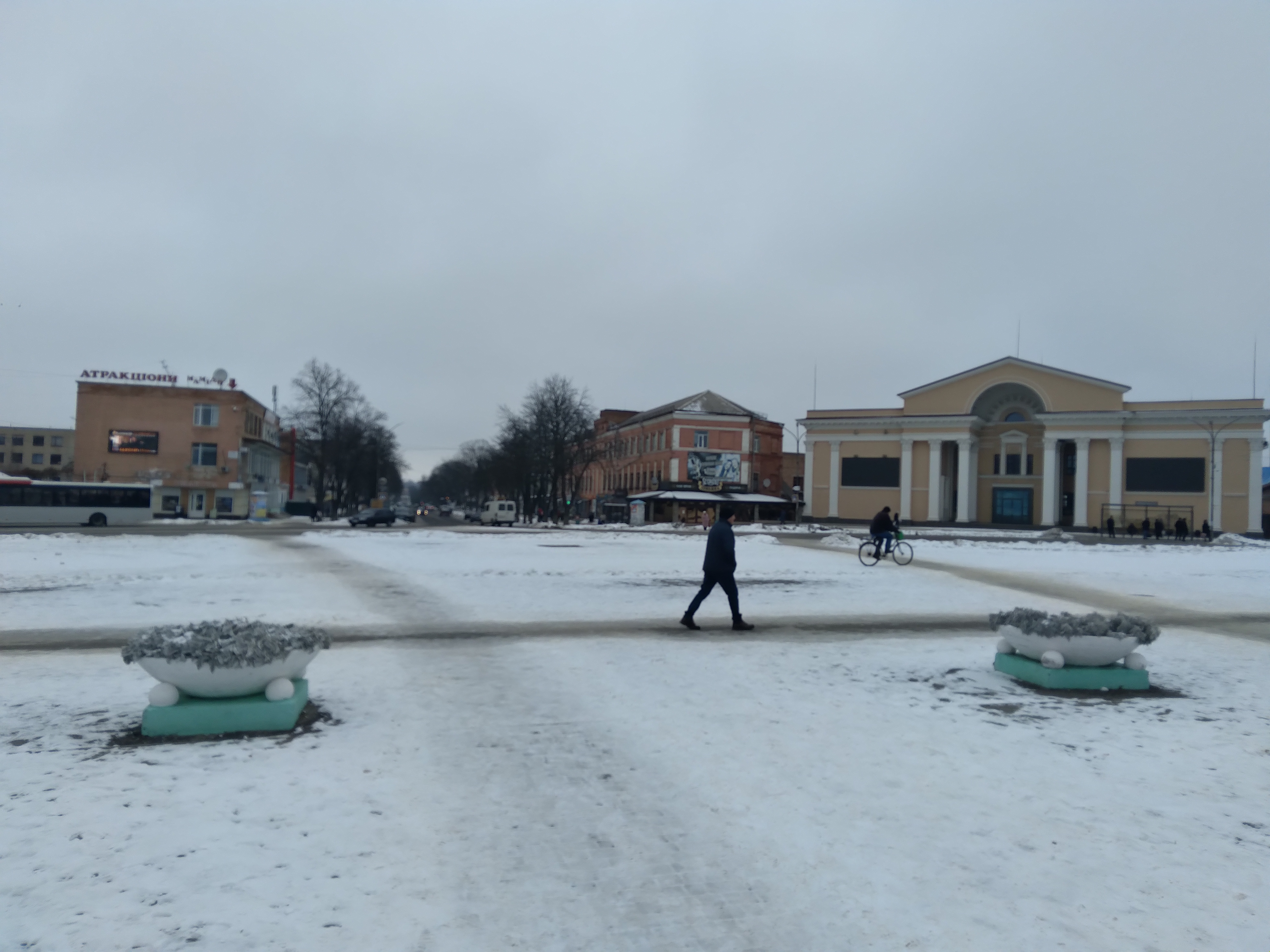
올렉산드리야
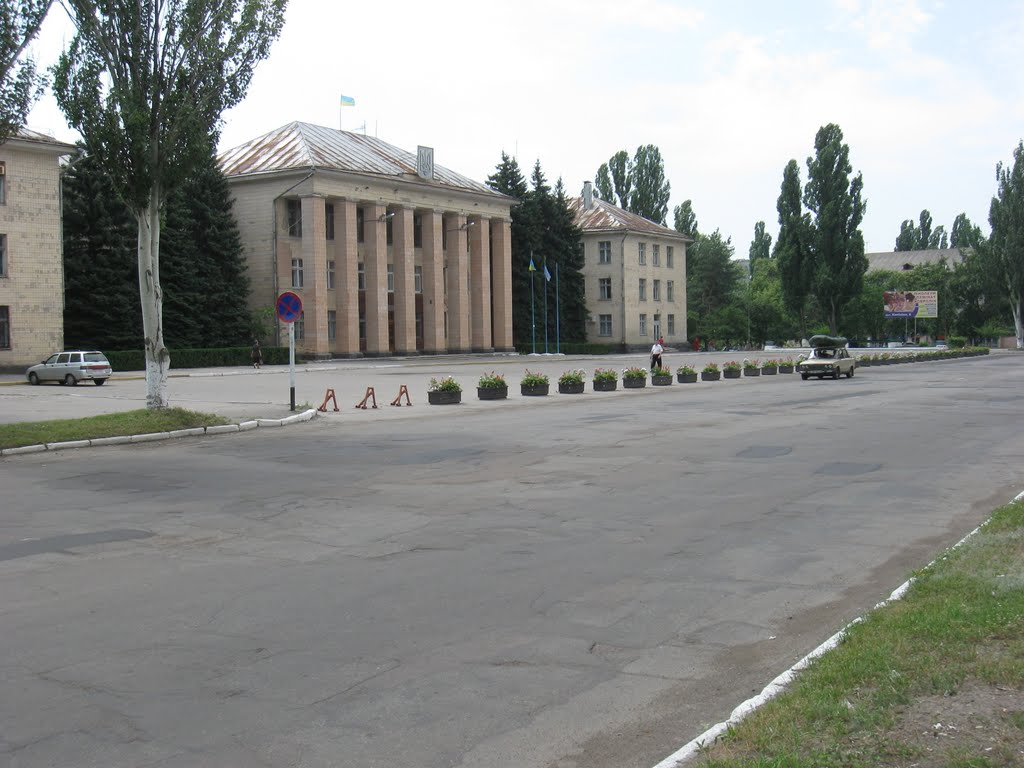
스비트로보츠크
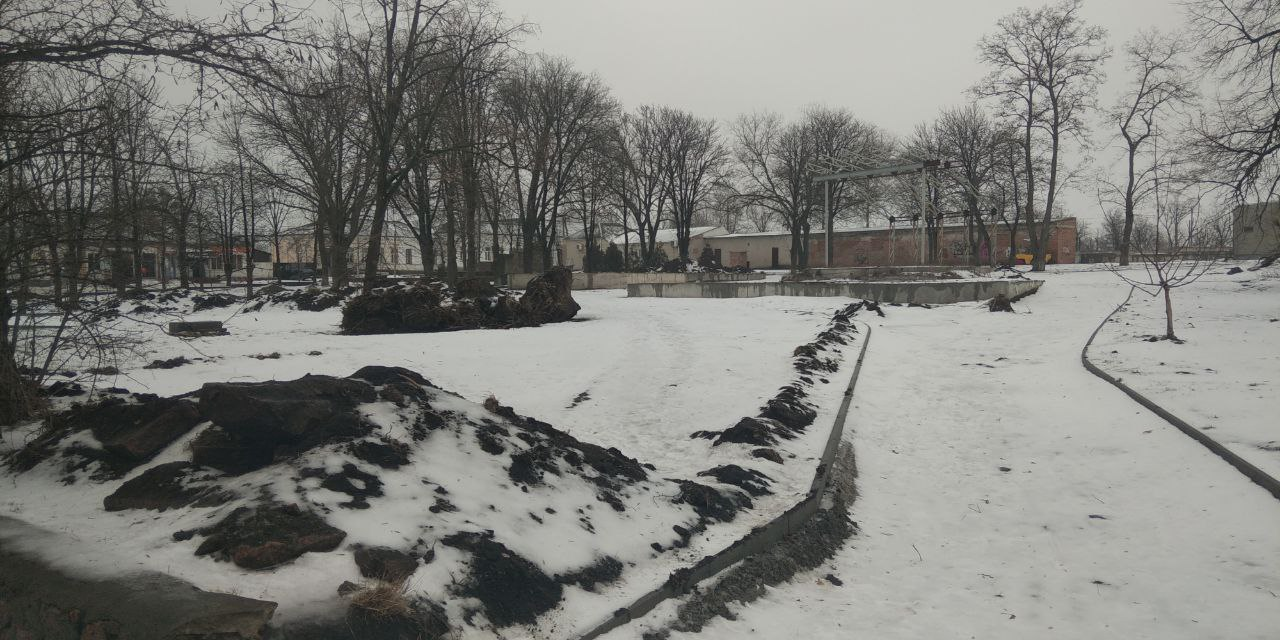
노부크라인카
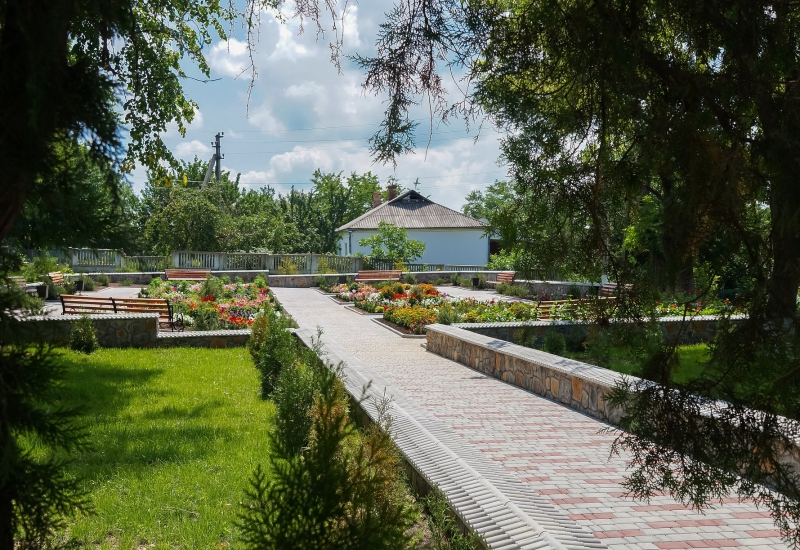
골로바니프스크
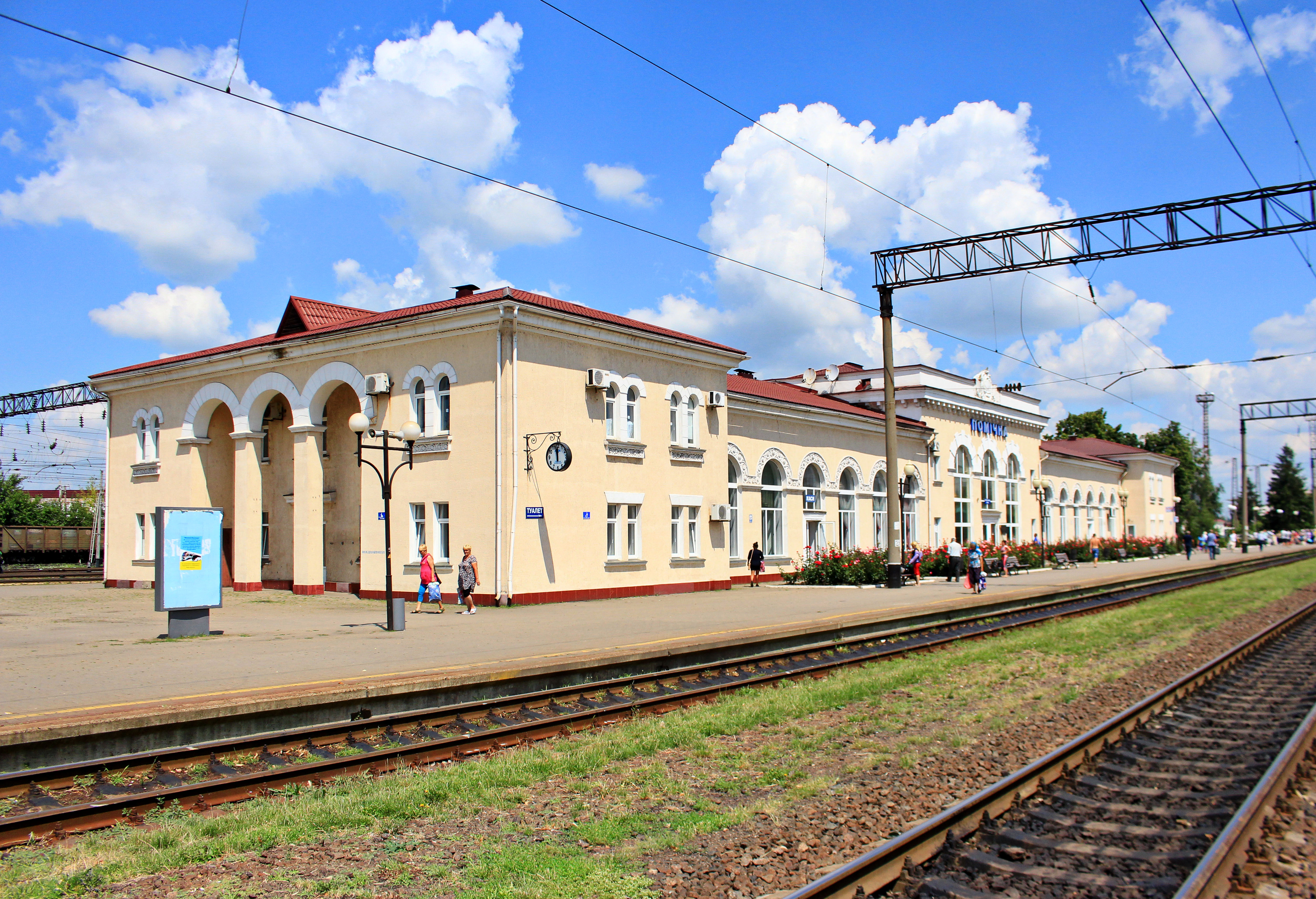
포미치나
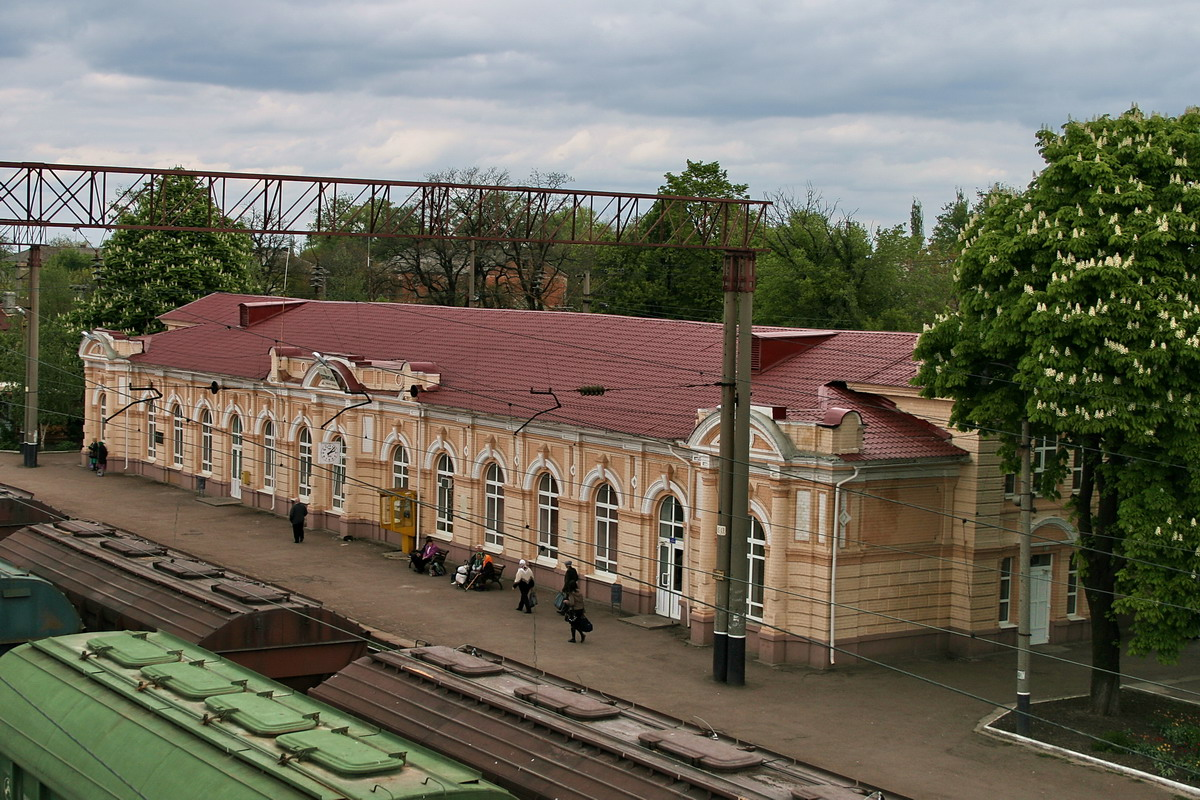
돌린스카

## 같이 보기
- 우크라이나의 행정 구역